# Przysieczyn
Przysieczyn – wieś w Polsce położona w województwie wielkopolskim, w powiecie wągrowieckim, w gminie Wągrowiec.
W latach 1975–1998 miejscowość administracyjnie należała do województwa pilskiego.
We wsi jest przystanek kolejowy Przysieczyn.
W skansenie Muzeum Kultury Ludowej w Osieku nad Notecią znajduje się drewniana chałupa z pocz. XIX w., przeniesiona z Przysieczyna.